# Linanthus orcuttii
Linanthus orcuttii là một loài thực vật có hoa trong họ Polemoniaceae. Loài này được (A. Gray ex Parry) Jeps. mô tả khoa học đầu tiên năm 1925.